# Landgrafensäule

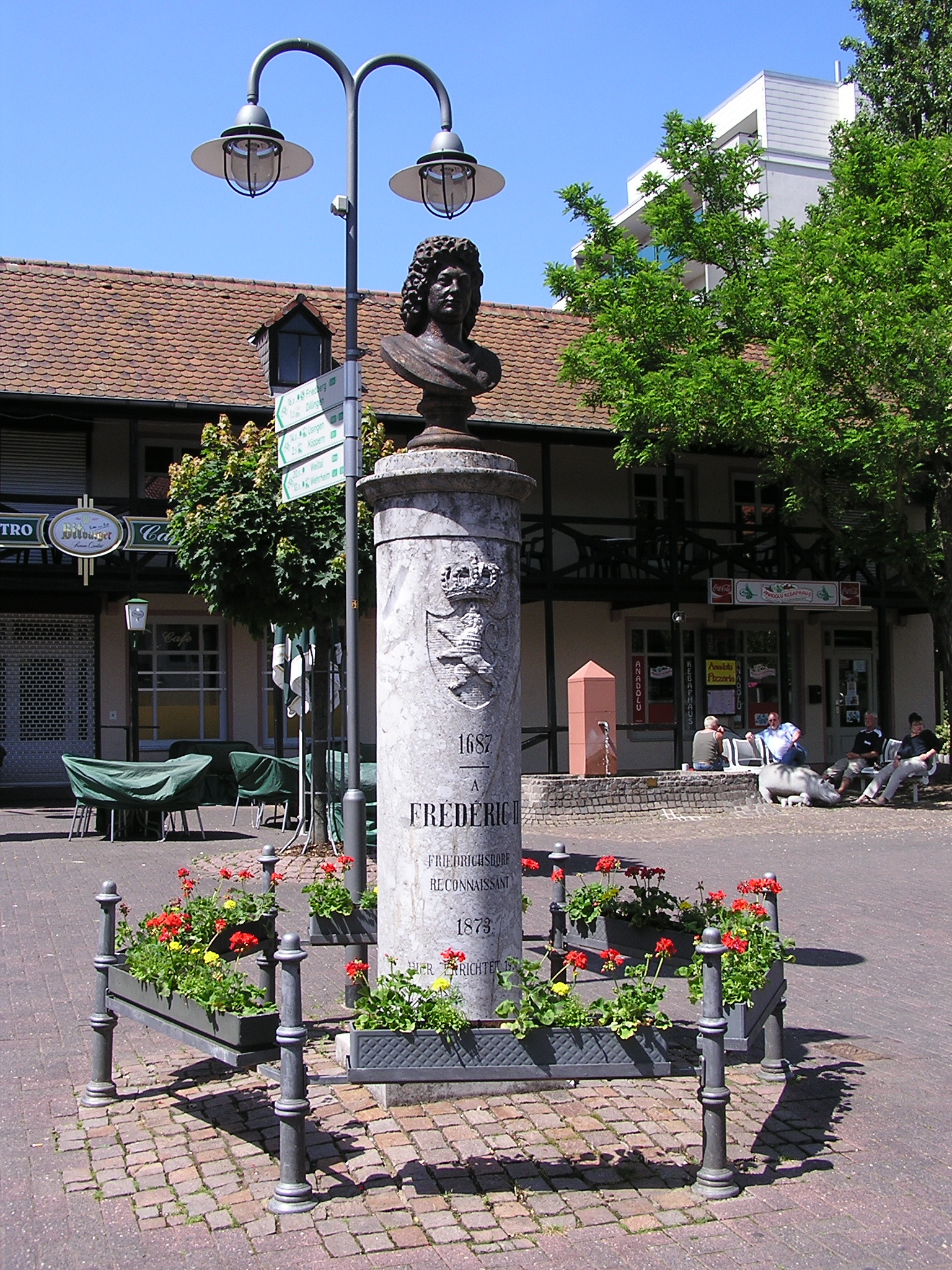
Landgrafensäule

Die Landgrafensäule ist ein Denkmal in Friedrichsdorf und erinnert an Landgraf Friedrich II. von Hessen-Homburg, den Gründer und Namensgeber der Stadt. Die Säule auf dem Landgrafenplatz steht unter Denkmalschutz.
Die Landgrafensäule besteht aus einer Säule, auf der eine Büste des Landgrafen befestigt ist. Die Säule selbst ist ursprünglich eine Grenzsäule und stand an der Grenze zum Herzogtum Nassau nördlich der Saalburg. Zwischen 1825 und 1827 wurden insgesamt zehn solcher Säulen hergestellt, nachdem mit einem Edikt aus dem Jahr 1815 Einfuhrzölle auf Importwaren festgelegt worden waren. Die Säulen wurden durch Gefangene im Zuchthaus Diez aus Villmarer Marmor hergestellt. Der Entwurf stammt von Karl Friedrich Faber, der Wappenentwurf von Johann Baptist Scholl. Nach der Annexion Nassaus durch Preußen 1866 wurden diese Grenzsäulen nicht mehr benötigt. Die Säule wurde daher 1872 versteigert.
Die Säule, nun mit der Büste des Landgrafen, wurde am Sedantag 1873 an der Schnepfenburg aufgestellt. Vorher musste sie leicht umgearbeitet werden: Die Inschrift "Herzogtum Nassau" wurde durch die neue Inschrift ersetzt, der nassauische Löwe erhielt einen zweiten Schwanz, einen kürzeren Kopf und eine Krone und verwandelte sich so in einen hessischen Löwen.
1937 wurde sie an die Hugenottenstraße 78 und 1984 an den heutigen Standort am Landgrafenplatz versetzt.
Die Bronzebüste wurde nach der Totenmaske des Landgrafen angefertigt. 2012 wurde die Büste durch die Firma Arnold saniert.